# Anna Notaras
Anna Notaras (gr.: Ἄννα Νοταρᾶ) – córka  megaduksa Łukasza Notarasa.
Opuściła Konstantynopol między 1440 a 1449 rokiem wraz z dwiema siostrami, unikając dzięki temu upadku Konstantynopola i rzezi jej rodziny. Osiadła w Wenecji, gdzie w 1499 założyła pierwszą drukarnię tekstów bizantyjskich. W korespondencji z nią rada Sieny najwyraźniej błędnie tytułowała ją wdową po Konstantynie XI Paleologu, gdyż nie ma wzmianki o tym małżeństwie w żadnym innym źródle.

## Kultura masowa
Jedna z głównych bohaterek w powieści Czarny Anioł, którą napisał Mika Waltari.